# Phytomastax robusta
Phytomastax robusta is een rechtvleugelig insect uit de familie Eumastacidae. De wetenschappelijke naam van deze soort is voor het eerst geldig gepubliceerd in 1936 door Bey-Bienko.